# 菊花木緣粉蝨
菊花木緣粉蝨（学名：Aleuromarginatus bauhiniae）为粉蝨科緣粉蝨屬下的一个种。